# Long Bluff
Das Long Bluff ist ein markantes Kliff im Südosten der Thurston-Insel vor der Eights-Küste des westantarktischen Ellsworthlands. Es ragt an der Westflanke des Long-Gletschers auf.
Das Advisory Committee on Antarctic Names benannte es im Jahr 2003 nach W. A. Long, Apotheker in der Ostgruppe bei der von der United States Navy durchgeführten Operation Highjump (1946–1947), der am 12. Januar 1947 an der Rettung von sechs überlebenden Besatzungsmitgliedern einer auf der Noville-Halbinsel abgestürzten Martin PBM Mariner beteiligt war.